# Pseudogourretia
Pseudogourretia is een geslacht van kreeftachtigen uit de klasse van de Malacostraca (hogere kreeftachtigen).

## Soort
- Pseudogourretia portsudanensis Sakai, 2005